# BB-8
BB-8 je robot ze série Star Wars, který se poprvé objevil v roce 2015 ve filmu Star Wars: Síla se probouzí. Ve filmu představuje BB-8 střídavě loutka nebo i zjednodušená robotická jednotka s dálkovým ovládáním.

## Pozadí vzniku
V srpnu 2013, kameraman dílu Síla se probouzí Daniel Mindel a režisér Epizody VIII Rian Johnson prohlásili, že režisér dílu Síla se probouzí J. J. Abrams použije méně počítačem generované animace (CGI) a více využije tradiční speciální efekty, aby obraz působil reálně a byl více věrný originálnímu filmu Star Wars. K tomuto záměru byl v laboratořích Disney navržen droid BB-8 , pak ho vytvořil autor speciálních efektů Neal Scanlan a nakonec ho naživo ovládali herci. Pro natáčení pak bylo vytvořeno ještě několik modelů BB-8. Nejvíc se používala loutka, kterou kontrolovali loutkaři Dave Chapman a Brian Herring. Potom existovalo i několik rádiově ovládaných jednotek a několik statických podpěrných verzí. Plně funkční a samostatný robot ale nebyl praktický pro natáčení, takže většina scén s "chůzí" byla dosažena s loutkovou verzí a pomocné tyče pak byly odstraněny v postprodukci. Později byla vyrobena ještě verze s dálkovým ovládáním, která se používala pro předváděcí účely.
Scanlan uvedl v Entertainment Weekly v listopadu 2015, že návrh robota vznikl na základě původního náčrtku Abramse: "Byl to velmi jednoduchý náčrtek, překrásný svou jednoduchostí - jen koule s malou věžičkou navrcholu." O designu BB-8 "s různě tvarovanými panely na každé straně, aby bylo jednodušší sledovat jeho pohyb", Scanlan řekl: "Kdybyste měli paralelní vzor, který by obíhal kolem dokola [BB-8], tak by se vám hůř sledovalo, kterým směrem se BB-8 pohybuje, než když máte mírně chaotický vzor." Taky nazval robota jako: "Nůž švýcarské armády, kterému by se nemělo důvěřovat" a poznamenal, že zatímco každý panel BB-8 má své specifické použití, jako např. zástrčka nebo nějaký nástroj, ne všechny ještě byly definovány, aby byl prostor pro jejich využití v dalších filmech. Abrams popsal vznik jeho názvu v Entertainment Weekly v srpnu 2015, takto: "Pojmenoval jsem ho BB-8, protože to byla prakticky zvukomalba. Takový mi připadal navenek, jako očividná 8 a pak dvě B/včelky [B se anglicky čte Bí stejně jako včela bee = bí]." Označení BB-8 vzniklo ještě v rané fázi produkce a jako jedno z málo už nebylo nikdy změněno.
Hlas BB-8 byl namluven komiky Billem Haderem a Benem Schwartzem, v závěrečných titulkách označovaných jako "BB-8 vokální konzultanti". Hlas byl vytvořen tak, že Abrams upravoval jejich hlasy přes talkbox, který byl připojen k iPadu s aplikací na zvukové efekty.

## Popis
BB-8 je sférický robot s volně se pohybující klenutou hlavou. Je velký cca 55 cm. Je bílý s oranžovými a stříbrnými vzory a s černýma optickýma čočkama na hlavě. Scanlan prohlásil o jeho osobnosti: "Vždy jsme si představovali, že BB-8 je trochu manipulativní. Myslím že ví, že je roztomilý. Ví, že si umí naklonit ostatní. A stejně jako dítě toho využívá, aby si prosadil svou. V tomto filmu má velmi důležité poslání, které musí splnit. A tak využívá svoji osobnost, svoji zdrženlivost i všechno ostatní." O pohlaví BB-8 říká: "Stále si nejsem jistý. Netroufám si říct, jestli BB-8 je samec nebo samička ... Pro nás byla BB-8 původně samičkou. A pak se on nebo ona stala samcem. A s tím se vyvíjel i způsob, jak má vizuálně působit a jak se má pohybovat."

## Síla se probouzí
BB-8 byl poprvé vidět v 88. sekundě traileru Síla se probouzí , který zveřejnil Lucasfilm 28. listopadu 2014. Jeho jméno bylo odhaleno magazínem Entertainment Weekly na návrhu výměnných kartiček od Lucasfilmu, v prosinci 2014.
Ve filmu, je tento robot astromech droidem rebelského pilota X-wingu Poe Damerona (Oscar Isaac). Poe mu svěří mapu, která má být doručena velení Rebelů, aby se zjistilo, kde je Jedi rytíř Luke Skywalker. Zatímco Poe je chycen a vyslýchán zlověstným velitelem Prvního řádu Kylo Renem, BB-8 uteče přes poušť planety Jakku, až najde útočiště u kurážné sběračky šrotu Rey. Nakonec Rey, odpadlík stormtrooperů Finn, Han Solo a Chewbacca vezmou BB-8 k velitelce Rebelů Leie Organě, kde se konečně zase setkává s Poem.

## Reklamní prodej
4. září 2015, oficiální start prodeje všech reklamních předmětů k dílu Síla se probouzí, zahrnoval i BB-8 hračku, ovladatelnou přes mobilní aplikaci, kterou vyrobila firma Sphero. Sphero byla součástí startu akcelerátoru, který spustilo Disney, od července 2014. Disney CEO Robert Iger ukázal představitelům Sphero počáteční fotky a návrhy BB-8 ještě předtím, než kdokoliv mimo produkční tým vůbec znal tohoto robota. Sphero pak získalo licenci v listopadu 2014 a stihlo dokončit vývoj a výrobu hračky tak, aby mohla být uvedena na trh v září 2015. Magazín Wired nazval hračku BB-8 "jedinou opravdu špičkovou věcí" v kolekci Síla se probouzí.
Další reklamní předměty s BB-8 zahrnovaly domácí potřeby, zavazadla a tašky, plyšáka v životní velikosti, akční figurky a další hračky.

## Přijetí
V listopadu 2015, napsal Anthony Breznican z magazínu Entertainment Weekly o BB-8: "Hned si nás překulil na svou stranu. Od okamžiku, kdy oko Star Wars fanoušků spočinulo na droidovi s tělem cvalíka a tvářičkou dítěte, byla to láska." Droid byl označován za přelomovou postavu filmu, i celého roku 2015. V září 2015, Alex Fitzpatrick z Time napsal: "Jako filmová postava se BB-8 zdá být předurčený k tomu, aby se stal miláčkem fanoušků. Někteří fandové Star Wars si už nechali vytetovat droidovu podobu na rozdílné části těla, a to se přitom film začne promítat až v prosinci." Todd McCarthy z The Hollywood Reporter napsal, že droid "slouží jako robotí uvítání a oživení k odloženému (ale stále nepřekonanému) R2-D2", a Emily Asher-Perrin z Tor.com popsala BB-8 jako: "perfektní hybrid R2-D2 a WALL-E". Peter Travers z Rolling Stone napsal, že: "nikdo nemůže sebrat scénu BB-8". Tor.com pak uvedl:
"Ještě jsme ani neviděli Síla se probouzí, ale my už víme (my, jako lidstvo), že BB-8 je přelomová postava. Tento fotbalový míč, který si myslí, že je robot, je ukázkou mistrovského designu, který v nás evokuje velmi vzdálenou galaxii. Uvidíte BB-8, i třeba jen siluetu, a hned si pomyslíte Star Wars. Rey, Finn a Poeův malý kámoš jsou klíčem k vesmíru, který se nám znovu otevře s dílem Síla se probouzí, a jsou příslibem fanouškům, že filmaři nových snímků hluboce chápou, v čem tkví kouzlo a zábava Star wars."
BB-8 se objevil s dalšími postavami ze Síla se probouzí na obalu Rolling Stone v prosinci 2015, a samostatně na obalu 18. prosince 2015 ve vydání The Hollywood Reporter. Droid se taky objevil samostatně na jednom ze dvou alternativních obalů vydání Time z 14. prosince 2015 (na druhém obalu byl R2-D2). To bylo vůbec poprvé, kdy tento magazín nabídnul dvě verze obalu pro mezinárodní vydání. Fotograf obalů Time, Marco Grob, prohlásil: "V okamžiku, kdy potkáte BB-8, si k němu vybudujete téměř lidskou náklonnost. Má opravdu roztomilý způsob, jakým se na vás dívá."